# East Bay Hills
East Bay Hills är kullar i Kanada.   De ligger i provinsen Nova Scotia, i den östra delen av landet, 1 200 km öster om huvudstaden Ottawa. East Bay Hills ligger på ön Kap Bretonön.
I omgivningarna runt East Bay Hills växer i huvudsak blandskog. Runt East Bay Hills är det ganska glesbefolkat, med 34 invånare per kvadratkilometer.